# مات يانسن
مات يانسن (بالإنجليزية: Matt Jansen)‏ (20 أكتوبر 1977 كارلايل المملكة المتحدة - ) هو لاعب كرة قدم بريطاني يلعب كمهاجم.

## روابط خارجية
- مات يانسن على موقع ميوزك برينز (الإنجليزية)
- مات يانسن على موقع قاعدة بيانات كرة القدم.إي يو (الإنجليزية)
- مات يانسن على موقع Soccerbase.com (لاعب) (الإنجليزية)
- مات يانسن على موقع Soccerway.com (الإنجليزية)
- مات يانسن على موقع عالم كرة القدم.نت (الإنجليزية)